# 明史稿 (王鸿绪)
明史稿由清代王鸿绪所撰，凡三百十卷，纪传体明代史书。其中本纪十九卷、志七十七卷、表九卷、列传二百五卷。记述明朝自1368年明太祖建国至1644年明思宗殉国共277年之史事。此书以萬斯同审定稿本为底本增删改纂，为《明史》成书前最重要之过渡版本，然其删改史实、隐没纂修者贡献等举动，亦引发后世持续争议。

## 修史过程
《明史稿》之纂修，源于清初官方明史编纂之需。王鸿绪承袭萬斯同核定之史稿，对其加以删改、增补与重组，历时多年方成此书。王氏在修订过程中，虽自称“考校损益、辨疑订误”，实则多有权衡时局、避忌清廷之笔削，于明末史事及建州史实尤多隐讳篡改，且刻意抹去万斯同等前期纂修者之功，将史稿据为私著进呈。该书虽在史料整合与叙事脉络上奠定《明史》基础，然其去取失当、曲笔讳饰之处，历来为后世学者所批评。清雍正元年（1723年）其进呈本获武英殿刊刻，成为此后张廷玉等纂修定本《明史》之主要蓝本。现存较早版本有清内阁大库旧藏钞本及雍正初年刻本，晚近则有《续修四库全书》影印本通行。